# Harold Winch
Pour les articles homonymes, voir Winch (homonymie).
Harold Edward Winch (18 juin 1907-1er février 1993) est un homme politique et syndicaliste canadien de la Colombie-Britannique. Il est député fédéral social-démocrate de la circonscription britanno-colombienne de Vancouver-Est de 1953 à 1961 et député néo-démocrate de 1961 à 1972.
Il est aussi député provincial social-démocrate (CCF) de la circonscription britanno-colombienne de Vancouver East de 1933 à 1953. Pendant son passage à l'Assemblée législative de la Colombie-Britannique, il est chef du parti de 1938 à 1953 et chef de l'opposition officielle d'octobre 1941 à février 1952 et de nouveau de juin 1952 à mars 1953. Il est nommé le meilleur chef de l'opposition qui ait jamais été par le premier ministre W. A. C. Bennett.

## Biographie
Né à Loughton dans l'Essex, Winch est électricien de formation.
Pendant la Grande dépression, Winch s'implique dans le Syndicat des travailleurs des camps de secours de Vancouver, qui conduit à la marche sur Ottawa en 1935, en agissant comme lien entre les chômeurs protestataires et le gouvernement. Il joue le même rôle en tant que député provincial avec la police et les protestataires occupant la Galerie d'art de Vancouver et connu sous le nom de Bloody Sunday (en).

### Politique provinciale
Avec ses collègues partisans sociaux-démocrates, dont Grace et Angus MacInnis, il soutient l'établissement de camps d'internement des Japonais-canadiens pendant la Seconde Guerre mondiale. Quelques décennies plus tard, il mentionne qu'il s'agissait d'une erreur.
À la suite de l'élection de 1952, le Crédit social forme un gouvernement minoritaire avec un député de plus que le CCF. À la suite d'une motion de censure en mars 1953, Winch s'oppose à l'organisation de nouvelles élections et tente de former une association avec les Libéraux. Néanmoins, ces derniers ne donnent pas leur appui et les élections de 1953 sont déclenchées.

### Politique fédérale
À l'approche des l'élection fédérale de 1953, Winch quitte la chefferie et députation provinciale pour se présenter sur la scène fédérale. Élu en 1953, il est l'un des députés sociaux-démocrates résistants à l'élection de 1958. À la suite de la transformation du parti en Nouveau Parti démocratique en 1961, il remporte sept élections consécutives avant de se retirer de la vie politique à l'approche de l'élection de 1972.
Winch meurt à White Rock en février 1993 à l'âge de 85 ans.

## Famille
Son père, Ernest Winch, est également député du social-démocrate de Burnaby de 1933 à 1957.